# Карбонара ди По
Карбонара ди По (итал. Carbonara di Po) је насеље у Италији у округу Мантова, региону Ломбардија.
Према процени из 2011. у насељу је живело 937 становника. Насеље се налази на надморској висини од 10 м.

## Становништво
| 1936. | 1951. | 1961. | 1971. | 1981. | 1991. | 2001. | 2011. |
| ----- | ----- | ----- | ----- | ----- | ----- | ----- | ----- |
| 2.461 | 2.316 | 1.729 | 1.489 | 1.436 | 1.351 | 1.332 | 1.333 |